# Белосельский-Белозерский, Сергей Константинович
Князь Сергей Константинович Белосельский-Белозерский (25 июля 1867, Российская империя — 20 апреля 1951, Тонбридж, Кент) — русский генерал-лейтенант, участник Белого движения, член МОК. Крупнейший землевладелец России (в 1916 году ему принадлежало 372,8 тысяч десятин земли).

## Биография
Сын генерала Константина Белосельского-Белозерского и Надежды Дмитриевны, урождённой Скобелевой (1847—1920), сестры генерала Михаила Скобелева.
В 1887 году окончил Пажеский корпус, был выпущен корнетом в лейб-гвардии Конный полк. Продолжая числиться в нём, был прикомандирован к российскому посольству в Берлине, а затем в Париже.
В 1894 году вышел в отставку. Через два года вернулся на действительную службу. В 1896—1905 адъютант великого князя Владимира Александровича. В 1906 году, уже в чине полковника, — вновь в Лейб-гвардии Конном полку. В августе 1908 года был назначен командиром 3-го драгунского Новороссийского полка и зачислен в Свиту Его Императорского Величества. Вскоре произведён в генерал-майоры Свиты и принял лейб-гвардии Уланский Её Величества полк, а в конце 1913 года — 1-ю бригаду 2-й гвардейской кавалерийской дивизии, в составе которой воевал на фронтах Первой мировой войны.
В ноябре 1914 году временно командовал 2-й Гвардейской кавалерийской дивизией, затем был начальником 3-й Донской казачьей дивизии (1914—1915). 29 декабря 1915 года назначен начальником Кавказской кавалерийской дивизии, с которой совершил поход по Персии через Керманшах в составе отряда генерала Баратова. 10 апреля 1916 года произведён в генерал-лейтенанты.
С 1917 года по распоряжению военного министра служил в штабе генерал-лейтенанта Маннергейма (своего друга), участвовал в войне белой финской армии с красной.
В мае 1919 года, по окончании гражданской войны в Финляндии, организовал несколько встреч генерала Юденича с генералом Маннергеймом. В 1919 году был назначен представителем в Финляндии лондонской Особой военной миссии по оказанию материальной помощи армиям генералов Миллера, Юденича, Деникина и адмирала Колчака. Участвовал в формировании и снабжении Северо-Западной армии (1919).
После неудачи Маннергейма на президентских выборах в Финляндии Сергей Константинович оставался в Гельсингфорсе до конца 1919 года уже только в качестве представителя генерала Юденича.
Затем выехал в Англию и до роспуска Особой миссии состоял её членом (1920). Прожил в Англии более тридцати лет.
Скончался 20 апреля 1951 года в Тонбридже и похоронен на местном кладбище.

## Спорт
Покровительствовал развитию спорта в России. Финансировал клуб «Спорт» в Санкт-Петербурге.
С 1898 года — член Крестовского лаун-теннис клуба.
Организатор клуба конного поло на Крестовском острове в  Санкт-Петербурге.
С 1902 года — председатель Петербургской лиги футбола и хоккея на льду. С 1905 года — лиги хоккеистов Петербурга и окрестностей.
Владелец скаковых конюшен.
В 1900—1908 годах был членом МОК от России.
Младший брат Эспер стал бронзовым призёром по парусному спорту на Летних Олимпийских играх 1912 года.

## Награды
- Орден Святого Станислава 3-й ст. (ВП 10.04.1898)
- Орден Святой Анны 3-й ст. (1901)
- Орден Святого Владимира 3-й ст. (1913)

## Семья
Был женат на Сьюзен Такер (Susan Tucker Whittier) (1874—1934). Их сыновья:
- Сергей (1895—1978)
- Андрей (1909—1961).